# Ballagi László
Ballagi László (Szarvas, 1846. november 7. – Pest, 1867. április 14.) író, műfordító, joghallgató.

## Élete
Ballagi Mór és Lehóczky Ida fia, másodéves jogászhallgató volt Pesten, amikor hirtelen meghalt. A Fiumei úti sírkertben helyezték örök nyugalomra 1867. április 15-én a református egyház szertartásai szerint (Á.J.68. - csontfülke).
Cikkei a Protestáns Egyházi és Iskolai Lapban, Házi Kincstárban (1863) és a Család Lapjában jelentek meg.

## Művei
Megjelent műfordítása: 
- John Bunyan: Zarándok utja, két kötet. Pest, 1867 (Bunyan János életrajzával)

Kéziratban maradt művei (az Országos Széchényi Könyvtárban):
- Communio utáni egyházi beszéde (melyet 1864-ben mondott el a csorvási református templomban)
- Szilaj Pista, népszínmű 3 felvonásban
- Műfordítások:
  - Guizot: Elmélkedések a keresztyén vallás lényege felett
  - Schiller: Don Carlos, drámai költemény
  - Kotzebue: Szórakozottak, vígjáték